# 아그리콜라 (보드 게임)

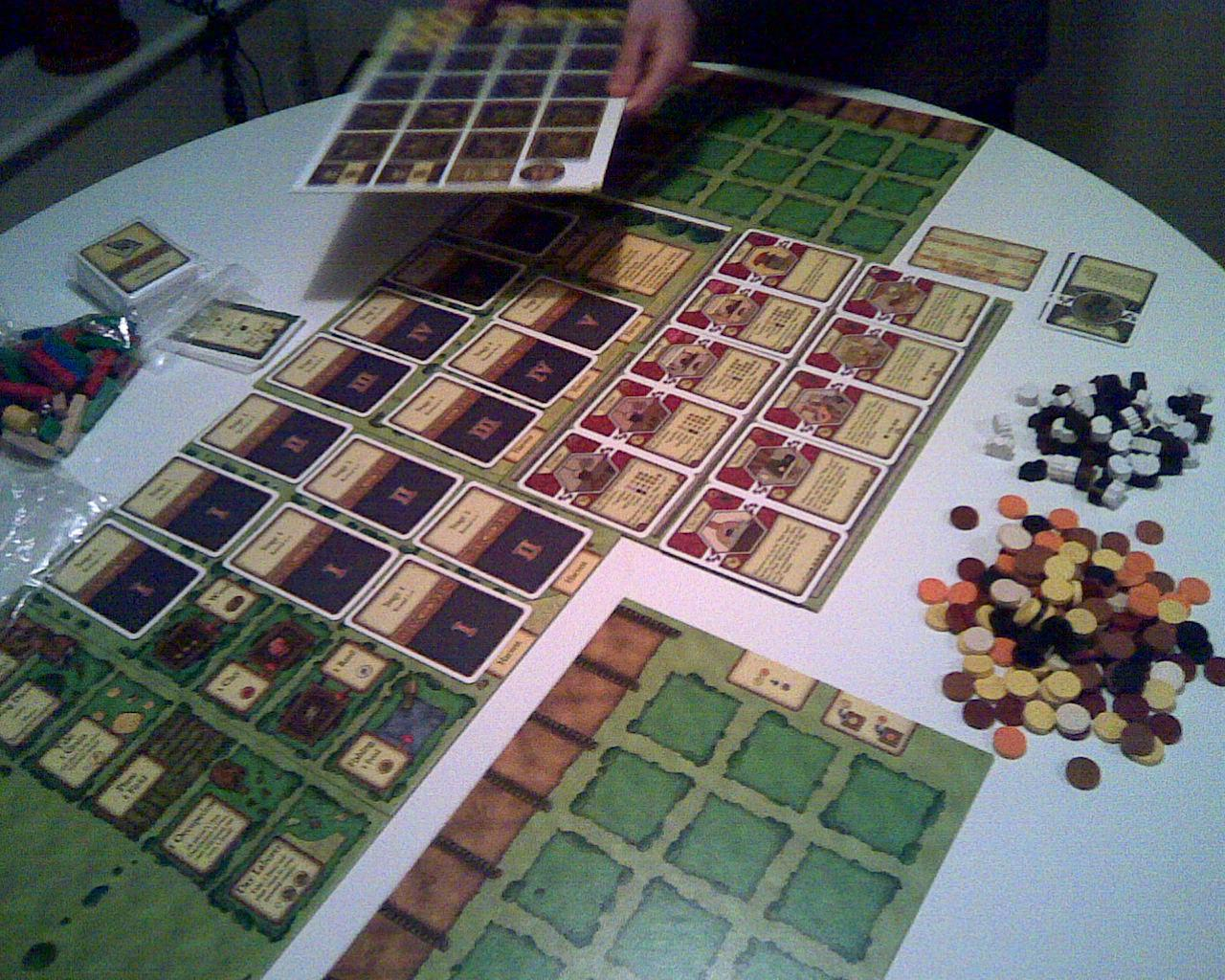

아그리콜라(Agricola)는 독일식 보드 게임이다. 우베 로젠버그 (Uwe Rosenberg)에 의해 디자인되고 룩아웃 게임스 (Lookout Games)에서 발매되었다. 이 게임의 목적은 미개척의 농장을 개척하고, 밭을 경작하고, 작물을 재배하고, 목장에 가축을 기르고, 게임 종료시 가장 균형 잡힌 농장을 구축하는 것이다. 승리하기 위해서는, 휴경지를 최소화하고 고급 소재로 더 큰 농가를 세운 것이 좋다. 또한 플레이어는 농장을 돌보는 가족을 2명에서 5명까지 증가한다.

## 같이 보기
- 르아브르